# George Douglas-Hamilton (10e comte de Selkirk)
George Nigel "Geordie" Douglas-Hamilton, 10e comte de Selkirk, (4 janvier 1906 - 24 novembre 1994) est un noble écossais et un homme politique conservateur.

## Jeunesse
Né à Merly, Wimborne, Dorset, il est le deuxième fils de Nina Mary Benita, la plus jeune fille du major R. Poore, Salisbury, et de Alfred Douglas-Hamilton (13e duc de Hamilton). Il fait ses études au Collège d'Eton, au Balliol College, à Oxford, à l'Université d'Édimbourg (LLB) et à l'Université de Bonn, à l'Université de Vienne et à la Sorbonne. Il est admis à la Faculté des avocats en 1935, devenant Conseiller de la reine en 1959.
Il joue au cricket pour le Wiltshire dans le championnat des comtés mineurs de 1927.
Il est membre du conseil municipal d'Édimbourg de 1935-1940, commissaire du Conseil général de contrôle (Écosse) de 1936 à 1939 et commissaire des zones spéciales en Écosse 1937-1939. Il commande l'escadron n ° 603 (ville d'Édimbourg) dans la Royal Auxiliary Air Force 1934-1938.

## Deuxième Guerre mondiale
Avec le déclenchement de la Seconde Guerre mondiale Douglas-Hamilton rejoint la Royal Air Force. Il sert comme officier en chef du renseignement du Fighter Command et assistant personnel du maréchal en chef de l'Air, Hugh Dowding. Douglas-Hamilton participe à la lutte contre la force opérationnelle allemande opérant près de Ceylan.
Douglas-Hamilton est cité deux fois dans des dépêches, reçoit la Croix de l'Air Force en 1938 et est nommé officier de l'Ordre de l'Empire britannique en 1941.
Il hérite du comté à la mort de son père en 1940, son frère aîné devenant le 14e duc de Hamilton.

## Activité d'après-guerre
Le 6 août 1947, Douglas-Hamilton épouse Audrey Sale-Barker, championne de ski alpin et éminente aviatrice.
Il est élu représentant écossais par les pairs de 1945 à 1963, période durant laquelle il sert comme Lord-in-waiting de 1951 à 1953. Il est trésorier général de novembre 1953 à décembre 1955, Chancelier du duché de Lancastre de décembre 1955 à janvier 1957 et premier lord de l'amirauté de 1957 à octobre 1959.
Il est nommé conseiller privé en 1955, Chevalier Grand-Croix de l'Ordre de Saint-Michel et Saint-George en 1959 et Chevalier Grand-Croix de l'Ordre de l'Empire britannique en 1963. Il est Chevalier de l'Ordre du Chardon en 1976. Il occupe le poste de gardien adjoint du Palais de Holyrood de 1937 jusqu'à sa mort, le duc de Hamilton étant le gardien héréditaire. Il est nommé Freeman de Hamilton, en Écosse en 1938. Il est également chef honoraire des Indiens Saulteaux, 1967, et citoyen honoraire de la ville de Winnipeg et de la ville de Selkirk, Manitoba.

## Singapour
Il est commissaire du Royaume-Uni à Singapour et commissaire général de l'Asie du Sud-Est de 1959 à 1963, et représentant du Conseil du Royaume-Uni auprès de Organisation du traité de l'Asie du Sud-Est de 1960 à 1963. Pendant son séjour à Singapour, Douglas-Hamilton est le représentant britannique et président du Conseil de sécurité intérieure, un comité tripartite responsable de la sécurité intérieure de Singapour de 1959 à 1963 .